# Zamek w Chlewiskach
Zamek w Chlewiskach – zbudowany w XV wieku, przebudowany w XVIII wieku na pałac. Obecnie hotel. Położony jest około 8 km na zachód od Szydłowca, przy drodze nr 727.

## Historia
Pierwszym właścicielem Chlewisk był Prędota Stary Odrowąż, który otrzymał dobra koneckie razem z Chlewiskami poprzez nadanie przez Bolesława Krzywoustego w 1098 roku. W 1121 roku Odrowążowie zbudowali tu kościół, a następnie w 1135 roku dwór rycerski. Początki zabudowań w okolicy dzisiejszego kompleksu parkowo-pałacowego w sięgają więc  XII wieku, czyniąc posiadłość jedną z najstarszych rezydencji ziemiańskich na ziemiach polskich. edy to . W XIII wieku swoje dobra rodowe w Chlewiskach odwiedzał święty Jacek Odrowąż OP, który wg podań miał karmić ubogich pierogami własnego wyrobu, dlatego zyskał przydomek „św. Jacek z pierogami. Jest to jedyny Polak uwieczniony wśród rzeźb przedstawiających 140 świętych, stojących na kolumnadzie wokół Placu św. Piotra w Rzymie, dłuta Berniniego.  Właścicielami Chlewisk z tego rodu byli także: Dobiesław Odrowąż, oraz wymienieni pod datą 1360 jego synowie Jakub, Mikołaj i Piotr, którzy od nazwy swojej siedziby przyjęli nazwisko Chlewiccy. W XV wieku wymieniani są w źródłach jako właściciele kasztelan czechowski Dobiesław Chlewicki i jego brat Strasz Chlewicki, którzy przypuszczalnie zbudowali zamek murowany, a właściwie pierwszą murowaną fortyfikację, która w źródłach z tego okresu była określana jako "lapide muratum".. Po Dobiesławie dobra objęli około 1489 roku jego synowie Stanisław i Szymon. Po śmierci Szymona po 1522 roku właścicielem Chlewisk został Piotr a następnie jego syn Jakub, po którego śmierci w 1594 roku majątek odziedziczyli jego synowie, w tym Wawrzyniec. On to w 1605 zamek przebudował i odnowił, o czym informuje zachowana łacińska tablica pamiątkowa. Jego synem był rotmistrz Mikołaj Chlewicki, który w czasach króla Jana Kazimierza osiągnął godność senatora. W XVIII wieku właścicielami zamku zostali Józef i Aleksander Podkański, którzy to zapoczątkowali kolejną przebudowę zmieniając obronny charakter obiektu w rezydencję pałacową.
W 1801 zamek kupił Stanisław Sołtyk, a następnie odziedziczył go napoleoński generał Roman Sołtyk, któremu zamek skonfiskował w 1831 roku rząd rosyjski za udział w powstaniu listopadowym. W 1867 roku właścicielem dóbr był Marceli Sołtyk. W 1886 zostały dobudowane stajnie. Obiekt został kupiony w 1895 roku przez Ludwika Broel-Plater, a następnie jego właścicielem był jego syn Konstanty Broel-Plater. W 1973 J. Kuczyński i A. Żurowska przeprowadzili badania sondażowe założenia. 1999 roku właścicielem kompleksu zamkowego jest firma Manor House. W dniu 25 grudnia 2012 wybuchł pożar, w konsekwencji którego spłonęła część poddasza pałacu zaadaptowanego na hotel, jednak wkrótce właściciel przeprowadził prace remontowe, które przekształciły obiekt w luksusowy hotel.

## Architektura
Obecnie pałac składa się z dwóch budynków położonych połączonych w sposób przypominający literę L, do których z zewnątrz dołączona jest niewielka wieżyczka, w której obecnie znajdują się: na parterze Kaplica Najświętszej Marii Panny Kaplica i na piętrze Św. Jacka Odrowąża – patrona posiadłości. W dwóch znajdujących się w przyziemiu pomieszczeniach budynku głównego zachowały się sklepienia kolebkowo-krzyżowe. Tu również zachował się kamienny renesansowy portal wejściowy. Budynki znajdują się na lekkim wzniesieniu w otoczeniu zabytkowego parku z przypałacowymi stawami i pomnikami przyrody, który 12 maja 2009 roku został wpisany na "Listę preferencyjnych zabytkowych parków i ogrodów dla Narodowego Funduszu Ochrony Środowiska i Gospodarki Wodnej". W okolicy głównych budynków znajdują się liczne pozostałości starych murów piwnic, będące przypuszczalnie fragmentami dawnych zabudowań lub fortyfikacji obronnych. Pałacowy dziedziniec zdobi studnia Dobiesława Odrowąża, zbudowana między 1460 a 1490 rokiem. Na północnym stoku wzgórza zlokalizowane są pozostałości dworskiej lodowni, pochodzącej z 1837 r. Gotycką basztę z XVIII w., która stanowiła punkt widokowy i ambonę strzelecką dawnego zwierzyńca, zrekonstruowano w 2013 r. Zachowały się natomiast stajnie z XIX wieku, obok których znajduje się aktualnie wejście. 
Na filarze pałacu znajduje się tablica pamiątkowa z 1605 roku z łacińską inskrypcją, w tłumaczeniu na polski brzmiącą następująco:  

Szlachetnie urodzony Wawrzyniec Odrowąż Chlewicki ten zamek rodzinny Odrowążów Chlewickich w dawnych czasach sam zbudował, wysokie wzgórze wznosząc aby pokonać teren błotnisty. 
Obronił się przed niesprawiedliwością czasu, żyje i sam niech będzie świadectwem rzeczywistości. 
 Roku Pańskiego 1605

## Galeria

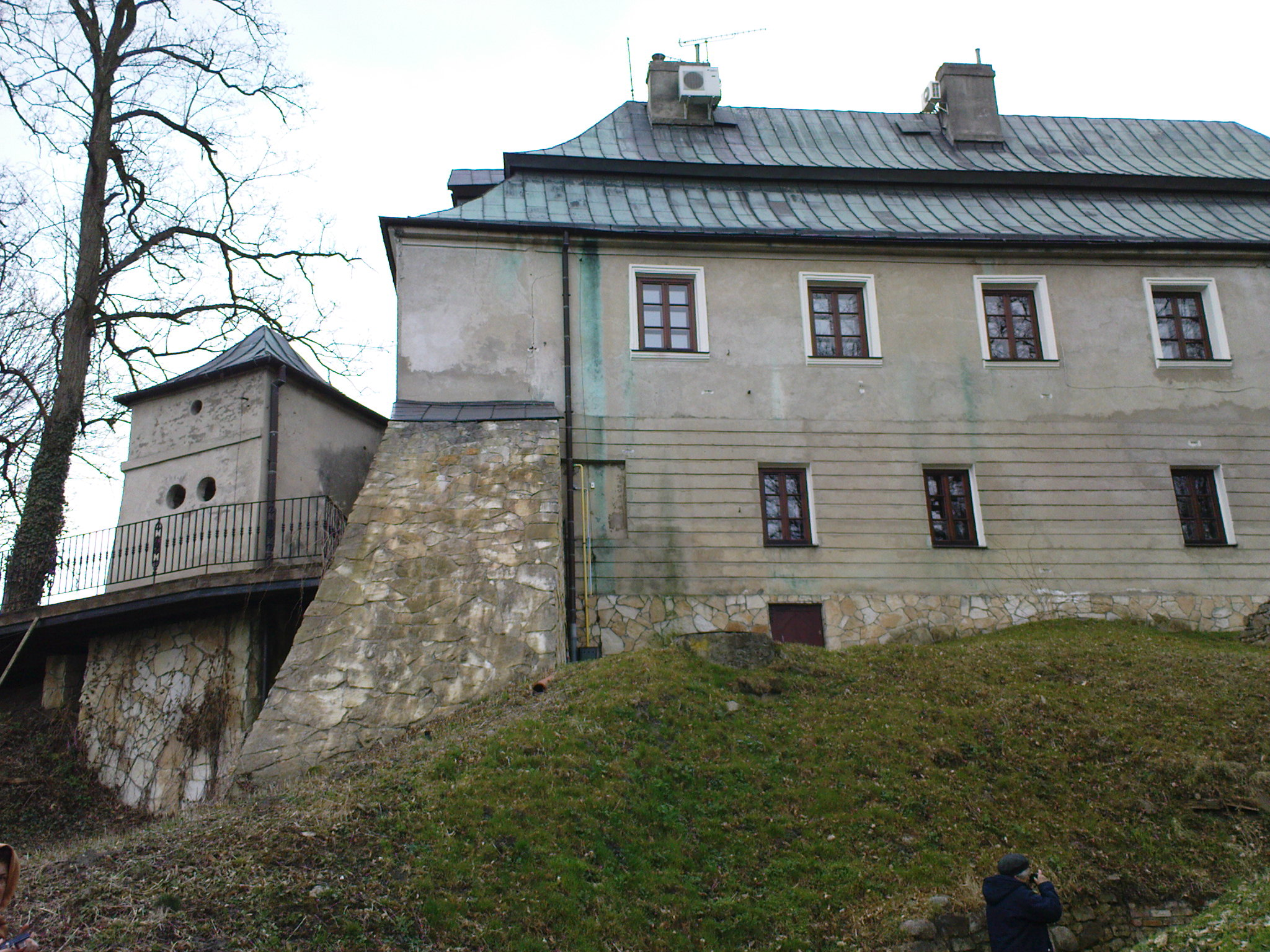
Pałac przed remontem
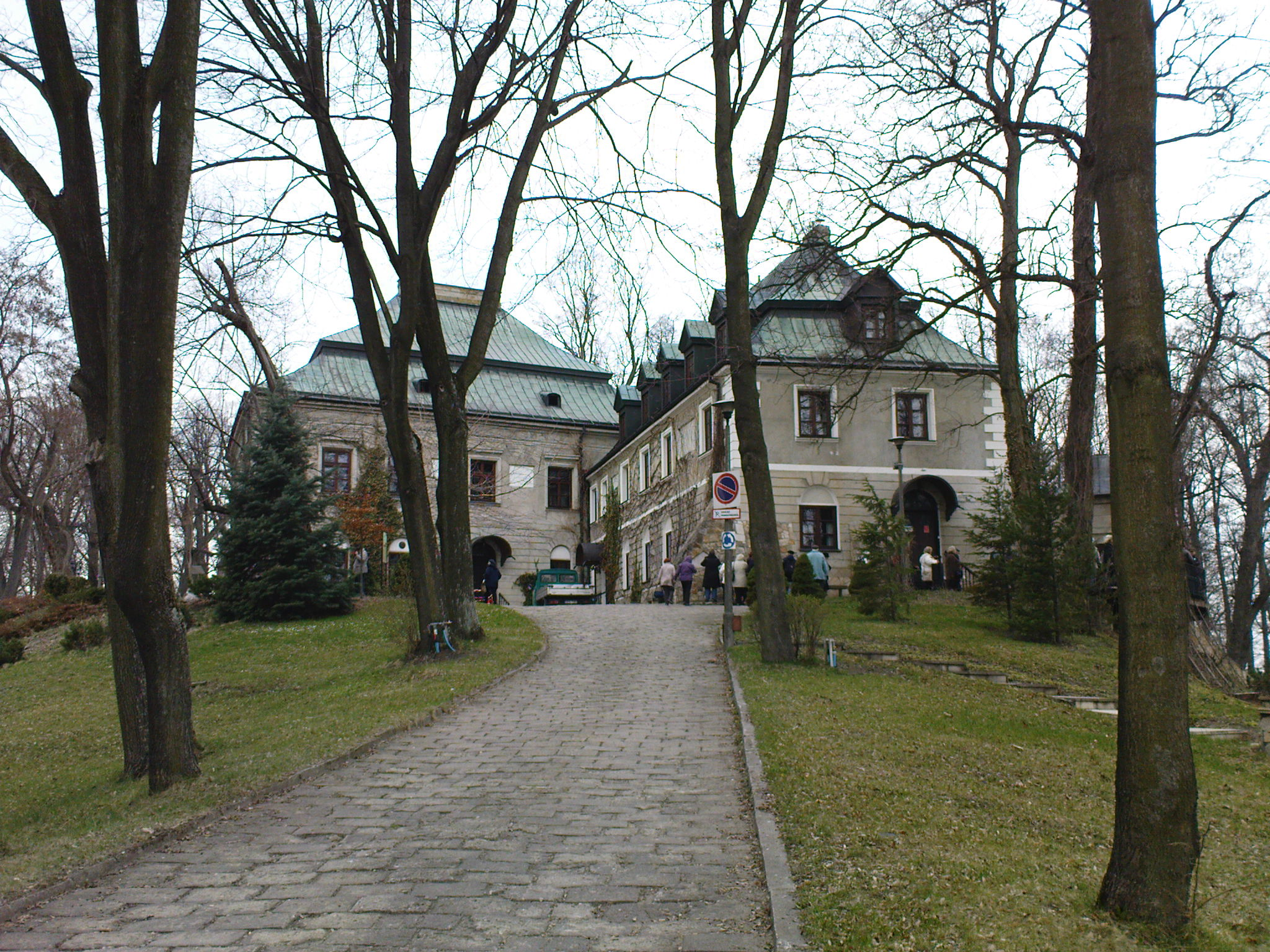
Pałac w 2012
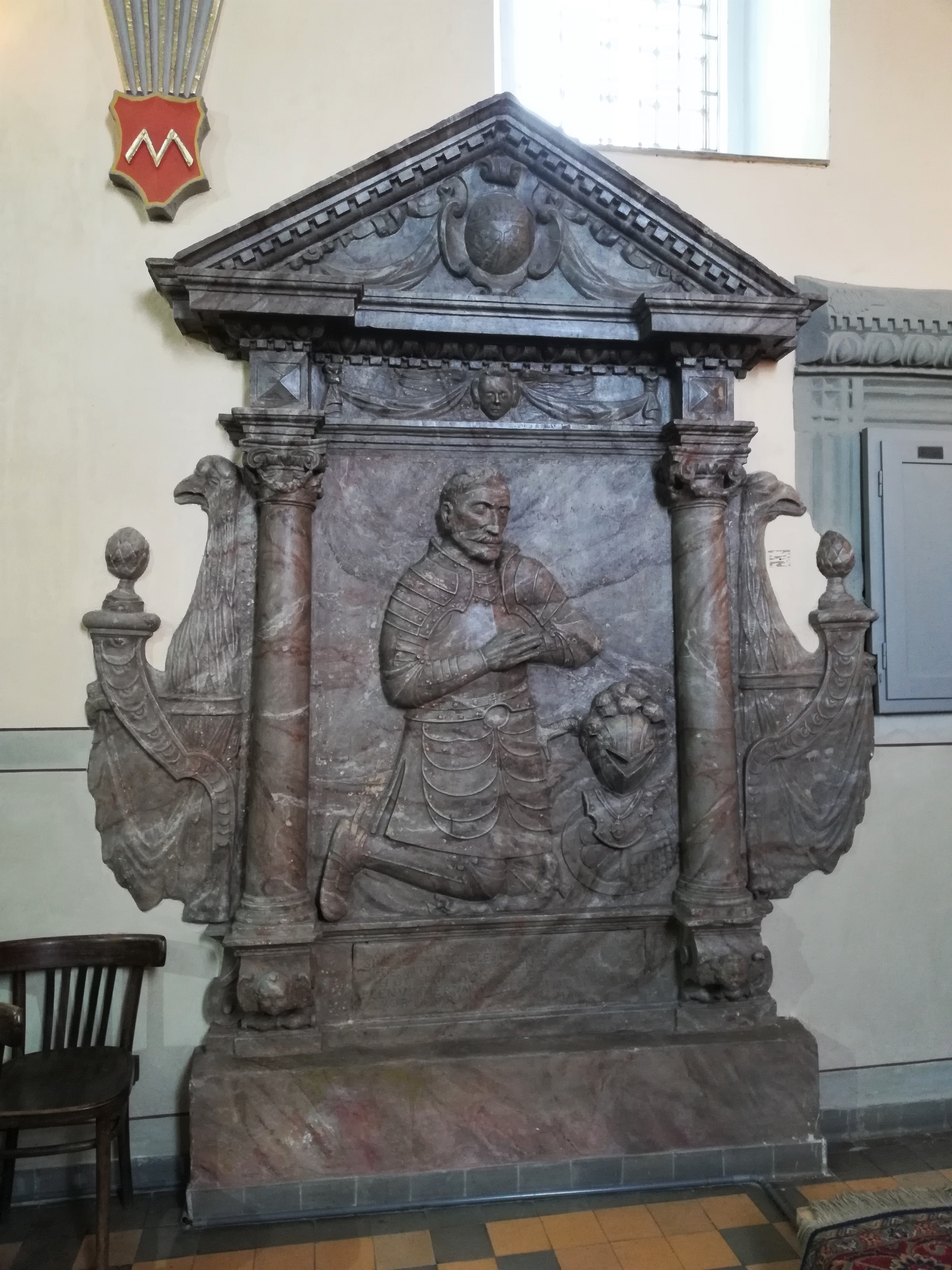
Epitafium Wawrzyńca Chlewickiego z 1613 r.